# Najla El Mangoush
Najla Mohammed El Mangoush, in arabo نجلا ءمحمّد المنقوش‎?, Nǧlāʾ Muḥammad al-Mnqūš (Londra, 7 giugno 1973), è una politica e avvocata libica, ministra degli esteri del Governo di unità nazionale libico dal 15 marzo 2021 al 28 agosto 2023.

## Biografia
Nata a Londra, nel 1995 si è laureata in giurisprudenza all'Università Garyounis di Bengasi, iniziando a lavorare come avvocata dall'anno successivo. Nel 2009 ha conseguito un LL.M. in diritto penale presso la medesima università, mentre nel 2015 ha ottenuto un dottorato di ricerca in analisi e risoluzione dei conflitti presso l'Università George Mason della Virginia.
Dopo un triennio di docenza alla Facoltà di diritto dell'Università di Bengasi (dal 2009 al 2011), Mangoush ha iniziato a collaborare con lo United States Institute of Peace, un ente federale statunitense promuovente la risoluzione e la prevenzione dei conflitti nel mondo. È quindi diventata professoressa aggiunta dell'Università George Mason, concentrandosi su peacebuilding e diritto tradizionale.
Il 15 marzo 2021 è stata nominata ministra degli esteri nell'esecutivo di unità nazionale guidato da Abdul Hamid Dbeibeh (prima donna a ricoprire tale incarico nella storia libica).
Il 6 novembre 2021, il Consiglio di Presidenza ha sospeso Mangouch per aver perseguito una politica estera senza coordinamento con il Consiglio. Le è stato anche vietato di viaggiare. Il 7 dicembre 2021, Mangoush è stata inserita nell'elenco BBC 100 Women 2021 per il suo lavoro sulla costruzione di legami con le organizzazioni della società civile.
Il 27 agosto 2023, a seguito della notizia dell'incontro avvenuto a Roma tra Najla Mangoush e il ministro degli esteri israeliano Eli Cohen, è stata sospesa e contro di lei è stata aperta un'indagine. Il successivo 28 agosto è stata dimissionata dal governo Dbeibeh. In quello stesso 28 agosto si è rifugiata in Turchia, temendo per la propria sicurezza a seguito delle manifestazioni di protesta avvenute a Tripoli.